# Virgínia
A Virgínia a Virgíniusz férfinév női párja.

## Gyakorisága
Az 1990-es években szórványos név, a 2000-es években nem szerepel a 100 leggyakoribb női név között.

## Névnapok
- február 1.[2]
- február 2.[2]
- szeptember 13.[2]
- november 10.[2]
- November 27.[2]

## Híres Virgíniák
- Virginia C. Andrews amerikai regényíró
- Virginia Madsen színésznő
- Virginia Woolf angol regényíró és esztéta